# الحرب السيامية الكمبودية (1591-1594)
كانت الحرب السيامية الكمبودية (1591-1594) صراعًا عسكريًا بين مملكة أيوثايا ومملكة كمبوديا. بدأت الحرب في عام 1591 عندما غزت أيوثايا كمبوديا ردًا على غارات الخمير المستمرة على أراضيهم. كانت مملكة كمبوديا تواجه أيضًا نزاعات دينية داخل البلاد. أعطى هذا السياميين فرصة مثالية للقيان بالغزو. توقف الغزو الأول قبل أن يحقق أهدافه. عاد ناريسوان ملك أيوثايا بعد ذلك بعامين، وأخضع في النهاية البلاد بأكملها وسلب أخيرًا مدينة لونفيك في 3 يناير عام 1594.

## الصراع
بدأت الحملة الأولى ضد كمبوديا في عام 1591، عندما بدأ السياميون عملية الغزو بقيادة الجنرال فرا راتشا مانو عبر ممر فرا تشاروك. أرسل الملك الكمبودي ساثا جيوشه إلى بورسات وباتامبانج بينما كان يعد أيضًا كمينًا في غابة رانام. على الرغم من نجاح الكمبوديين الأولي، إلا أنهم طردوا في النهاية من رانام بعد أن شنت قوات التعزيز التايلاندية هجومًا ثانيًا على الموقع. وسرعان ما سقطت بورسات وباتامبانج في أيدي التايلانديين، بينما أصبحت قلعة لونفيك محاصرة. استمر الحصار لمدة ثلاثة أشهر، أجبر بعدها التايلانديون على التراجع إلى ما وراء الحدود بسبب مجموعة من المشاكل اللوجستية وهجمات الكمبوديين المضادة.
بعد صد غزو بورمي آخر في عام 1593، قسم ناريسوان جيشه إلى أربعة صفوف استعدادًا لأي هجوم قادم على كمبوديا. تجمع الصف الأول في ناكون راتشاسيما، وكان هدفه مهاجمة سيام ريب وكامبون سفاي. كان الصف الثاني مخصصًا لحشد المجندين من جنوب أيوثايا ثم الزحف سيرًا إلى موت شروك (لونج زوين حاليًا). تحرك الجيش الثالث إلى بانتيميي، بينما استهدف الجيش الرابع بورسات وباتامبانج مرةً أخرى. وبذلك تكون الجيوش الأربعة قادرة على ضرب لونفيك المحاصرة من قبل في الوقت نفسه. قام الكمبوديون بدورهم بتجميع قوة قوامها 75000 رجل و150 سفينة ينك احتلت مواقع رئيسية في بابور، وباتامبانج، وبورسات، وبانتايميس، وبنوم بنه. تمكنت الكشافة السيامية من اعتقال عدد من الجنود الكمبوديين الذين كشفوا عند استجوابهم عن مواقع رفاقهم. سهلت المعلومات التي حصلوا عليها من سقوط باتامبانج.
دارت معركة ثانية أمام بورسات وانتهت بهزيمة الكمبوديين الذين طوقوا خلال المعركة. بعد ثلاثة أيام، وصلت القوات السيامية إلى بابور وبدأت في حفر الخنادق حول المدينة. بحلول الغسق، كان المهندسون العسكريون السياميون قد حفروا طريقهم إلى أسوار المدينة، وبالتالي بدأوا القتال الالتحامي. تمكن الأمير الكمبودي سوريوبور من شق طريقه للخروج من الحصار بمساعدة ألف رجل بينما لقي باقي المدافعين حتفهم في القتال. بعد الوصول إلى لوفيك، تولى سوريوبور القيادة المباشرة لعمليات الدفاع حيث تخلى شقيقه تشي تشيتا في ذلك الوقت عن المدينة. عزز سوريوبور الأسوار بالمدافع والمسامير الضخمة، بمساعدة من المرتزقة الإسبان والبرتغاليين، بينما طلب أيضًا المساعدة من فيتنام والحاكم الإسباني لمانيلا.
في غضون ذلك، هزمت البحرية الكمبودية خارج موت شروك، وتقاربت الجيوش السيامية ببطء عند لونفيك. بدأ المهندسون السياميون الحصار بإقامة متاريس تجاوز ارتفاعها ارتفاع تحصينات المدينة، ما مكنهم من إطلاق النار بشكلس مباشرعلى المدينة. ورد الكمبوديون على ذلك ببناء سور ثان يحمي المدينة من القصف. في 3 يناير عام 1594، وبعد ساعة من تجهيز المدفعية، اقتحم جيش ناريسوان المدينة. واصلت فيلة الحرب السيامية تحطيم بوابات المدينة، ما سمح لجند المشاة من اختراق الجدران الداخلية وقتل بقايا الحامية. على الرغم من حقيقة أن الملك ساتا تمكن من الفرار إلى لاوس المجاورة، فقد سُيق 90.000 كمبودي بمن فيهم الأمير سوريوبور إلى أيوثايا.

## نتائج الحرب
بعد استيلاء السيامين على العاصمة في لونفيك، أُخذ أفراد العائلة المالكة الكمبودية كرهائن وحُولوا إلى محكمة أيوثايا، وظلوا تحت السلطة السيامية الدائمة، وتركوا لإجراء تسوية وللتنافس بين بعضهم البعض تحت رقابة الحاكم الأعلى.